# Tomíkovice
Tomíkovice (niem.  Domsdorf) – wieś, część gminy Žulová, położona w kraju ołomunieckim, w powiecie Jesionik, w Czechach.